# Ruth Rubin
Ruth Rubin (Khotin, 1º settembre 1906 – 11 giugno 2000) è stata una cantante e poetessa canadese, folclorista e studiosa della cultura e della musica yiddish.

## Biografia
Ruth Rivke Rosenblatt nacque nel 1906 a Khotin, Bessarabia, allora parte dell'impero russo. All'età di quattro anni, emigrò con la famiglia a Montreal, in Canada, e solo un anno dopo rimase orfana di padre.
Durante l'infanzia e la giovinezza frequentò i corsi presso il Centro ebraico Y.L. Peretz della città, dove iniziò a cimentarsi nel canto e ad interessarsi alla letteratura yiddish, soprattutto dopo la visita presso la scuola dello scrittore Shalom Aleichem nel 1915, che la colpì profondamente.
Nel 1924 si trasferì a New York, dove studiò musica e frequentò la scuola serale all'Hunter College mentre lavorava come segretaria e stenografa. Scrisse poesie in yiddish, pubblicate in una raccolta. Nel 1932 sposò Sam Rubin e nel 1937 nacque il loro figlio Michael.

### Attività professionale
Intorno al 1935 Rubin decise di diventare una folclorista della cultura yiddish e cercò la guida di Chaim Zhitlowsky (1865–1943), un importante studioso e scrittore yiddish. Iniziò le sue ricerche presso lo YIVO Institute for Jewish Research, la New York Public Library e gli archivi del Jewish Theological Seminary, insegnò musica nelle scuole yiddish della città e pubblicò alcuni articoli su riviste. Durante la seconda guerra mondiale tradusse diari in yiddish che erano stati fatti uscire di nascosto dai ghetti e dai campi di concentramento europei.
Basandosi sul repertorio di canzoni che aveva collezionato, negli anni '40 realizzò le sue prime registrazioni in studio come cantante per la Asch Records. Il proprietario di questa etichetta, Moses Asch, fondò in seguito la Folkways Records, ora Smithsonian Folkways, che pubblicò una grande quantità di materiale ebraico, tra cui altri lavori commerciali di Rubin e un'antologia tratta dalle sue registrazioni sul campo.
A partire circa dal 1947 Rubin iniziò a condurre un serio lavoro sul campo all'interno della comunità ebraica di immigrati a New York, Montréal e Toronto, concentrandosi sulle persone sfollate arrivate dall'Europa dopo l'olocausto.
Il raccoglitore di plastica marrone intitolato "WOMAN" era parte integrante dei recital di canzoni yiddish di Rubin incentrati sull'esperienza delle donne ebree. Questo tema ispirò anche la sua tesi di dottorato, Jewish Woman and Her Folksong. Nel corso delle sue esibizioni, la cantante e studiosa consultava le pagine scrupolosamente dattiloscritte del quaderno. Il raccoglitore, costituito da schede, era suddiviso per temi: Bambini, Lavoro/Povertà, Amore, Khasene (Matrimonio), Tradizione e Rekrutshine (Reclutamento).
Il lavoro di Rubin di raccolta delle canzoni popolari e racconti folcloristici è ritenuto di grande importanza perché si svolse in un periodo in cui vi era pochissimo interesse per questa cultura. Nei successivi vent'anni raccolse migliaia di canzoni da una generazione di sopravvissuti che era stata quasi annientata dal nazismo e, successivamente, dalla repressione stalinista. Parallelamente a questo lavoro, Rubin proseguì i suoi studi sulla lingua e la storia yiddish con lo studioso Max Weinreich.
Oltre ad occuparsi della raccolta del materiale, organizzò e si esibì in recital di canzoni popolari yiddish e organizzò incontri culturali nel suo appartamento di Gramercy Park Avenue. Come parte del movimento di riscoperta della musica folk si esibì alla Town Hall e alla Carnegie Hall di New York, partecipò all'Expo 67 di Montréal e a concerti folk insieme a Pete Seeger, Paul Robeson e Ronnie Gilbert. Fece parte del Jewish Music Forum e del National Jewish Music Council e contribuì a sviluppare relazioni accademiche internazionali con folcloristi in Israele e in Europa.
Rubin fu una collezionista, scrittrice, conferenziera, insegnante, cantante e fonte di ispirazione per altri in questo campo; considerava il suo lavoro sul folclore yiddish una fonte di orgoglio e di soddisfazione, un’importante responsabilità che dava un significato alla sua vita.

### Ultimi anni
Visse i suoi ultimi anni di vita presso la Casa di Riposo Ebraica di Mamaroneck. Colpita dall'Alzheimer, morì nel 2000 all'età di 94 anni.

## Retaggio culturale
La storica della musica Irene Heskes (1923–1999) elogiò la "straordinaria dedizione" di Rubin nel raccogliere e preservare la cultura e la canzone yiddish, ritenendola una delle principali studiose di yiddish del XX secolo.
Il suo stile interpretativo è stato descritto come "semplice e spontaneo"; i suoi contemporanei riferiscono che vedeva l’esibizione più come un atto di trasmissione culturale piuttosto che di espressione artistica.
Rubin registrò molte delle canzoni raccolte e fu un'artista discografica dagli anni '40 fino agli anni '80. Lavorando spesso con Moses Asch, pubblicò anche diverse raccolte sotto l'etichetta Oriole e la propria etichetta discografica. Incise con Pete Seeger, Fred Hellerman, Dick Weissman e Hedy West.
Rubin depositò le sue registrazioni sul campo in vari archivi e biblioteche di ricerca negli Stati Uniti (Library of Congress, YIVO, Wayne State University), in Canada (Canadian Museum of History) e in Israele, dove oggi costituiscono importanti collezioni archivistiche per la ricerca. Studiosi come Steven Zeitlin del New York Center for Urban Folk Culture elogiarono il suo lavoro, sottolineando il valore delle sue raccolte di canzoni da informatori che le avevano apprese nel loro contesto originale.

## Premi e riconoscimenti
Ruth Rubin è stata membro e dirigente dell'American Folklore Society, della Canadian Folk Music Society, dell'International Folk Music Council e della New York Folklore Society. Ha inoltre fatto parte di varie associazioni, tra cui: l'American Association of Yiddish Professors, l'American Society for Jewish Music, l'ASCAP, il Jewish Music Forum, il National Jewish Music Council e lo YIVO Institute for Jewish Research.
Nel corso degli anni, è stata insignita di numerosi riconoscimenti nel campo della cultura yiddish e del folklore. Nel 1989, le è stato conferito l' Yiddish Folk Arts Program Lifetime Achievement Award, in riconoscimento del suo eccezionale contributo alla cultura yiddish.

## Opere (parziali)
- Rivke Rosenblatt, Samuel Niger, Lider, New York, Y.L. Magid, 1929[4]
- Ruth Rubin, Literature on Jewish music, in Jewish Book Annual., n. 6, pp. 64–70, 1947[14]
- Rivke Rosenblatt, Dos Yidishe folkslid: kurtse ilustrirte lektsie, New York, National Jewish Music Council, 1948[4]
- Ruth Rubin, Ruth Post, Ruth, T. Herzl Rome, A treasury of Jewish folksong, New York, Schocken, 1950[15]
- Ruth Rubin, Nineteenth-Century Yiddish Folksongs of Children in Eastern Europe, in The Journal of American Folklore, n. 65 (257), pp. 227–254, 1952[16]
- Ruth Rubin,  Nineteenth-century Yiddish folksongs of children in Eastern Europe, Richmond, 1952
- Ruth Rubin, Theodore Bikel, Folk Songs of Israel, in The Journal of American Folklore, n. 69 (274), p. 418, 1956[17]
- Ruth Rubin, Nineteenth-century history in Yiddish folksong, 1959[18]
- Ruth Rubin, Yiddish Folk Songs Current in French Canada, in Journal of the International Folk Music Council, n. 12, pp. 76–78, 1960[19]
- Ruth Rubin, Some aspects of Comparative Jewish Folksong, Bloomington, s.n., 1960[20]
- Ruth Rubin, Sholem Aleichem and Yiddish folksongs, New York, Sing out Inc., 1960[21]
- Ruth Rubin, Yiddish folksongs of immigration and the melting pot. New York: New York Folklore Quarterly, 1961[22]
- Ruth Rubin, Voices of a people, Yiddish folk song., Ruth Rubin. New York; London: T. Yoseloff, 1963[23]
- Ruth Rubin, Jewish folk songs in Yiddish and English. New York, 1965[24]
- Ruth Rubin, A comparative approach to a Yiddish song of protest, in Studies in Ethnomusicology, n. 2, pp. 54–74, 1965[25]
- Ruth Rubin, Slavic influences in Yiddish folk songs. Hatboro, Pa, 1965[26]
- Ruth Rubin, Yiddish sayings and some parallels from the sayings of other peoples, Ithaca, N.Y., New York Folklore Society, 1966[27]
- Ruth Rubin, Workman's circle (U.S.) Education Department, Warsaw Ghetto program, New York, Education Dept. of the Workmen's Circle, 1967[28]
- Ruth Rubin, The Yiddish folksong: an illustrated lecture, New York, Jewish Music Council of the National Jewish Welfare Board, 1974[29]
- Ruth Rubin, Yiddish folksongs of social significance, 1975[30]
- Ruth Rubin, Union Institute & University, The Jewish woman and her Yiddish folksong (Thesis), 1976[31]
- Ruth Rubin, Jewish folk songs: in Yiddish and English, New York, Published by the author, 1989[32]
- Ruth Rubin, Mark Slobin, Voices of a people: the story of Yiddish folksong, Urbana, University of Illinois Press, 2000[33]

## Discografia (parziale)
- Ruth Rubin, W. Ziegenlaub, Geṿald ikh ṿil a boḥur = Gwald ich will a bucher, Camden, Victor Talking Machine Company, s.d.
- Ruth Rubin, Gertrude Rady, Jewish Folk Songs of Eastern Europe. Farbenkt. Farbenkt. Disc., s.d.
- Ruth Rubin, Gertrude Rady, (1900). Jewish folk songs of Palestine, New York, Asch Records, s.d.
- Ruth Rubin, Kegn gold fun zun ; Zhankoye. New York, Asch Records, s.d.
- Ruth Rubin, Jewish folk songs of Eastern Europe Zhankoye (Crimea). Asch., s.d.
- Ruth Rubin, W. Ziegenlaub, Geṿald ikh ṿil a boḥur = Gwald ich will a bucher, Camden, Victor Talking Machine Company, s.d.
- Ruth Rubin, W. Ziegenlaub, Leydis foirst = Ladies first. Ṭshepe dikh op. New York, Columbia Records, 1930
- Ruth Rubin, W. Ziegenlaub, Meydlakh dray far a niḳel, New York, Columbia Graphophone Co., 1930
- Ruth Rubin, W. Ziegenlaub, Leydis foirst = Ladies first. Ṭshepe dikh op. New York?, Columbia Records, 1930
- Ruth Rubin, Gertrude Rady, Jewish Folk Songs of Eastern Europe. Mit A Nodl. Mit A Nodl, ca. 1947
- Ruth Rubin, Jewish folk songs of Palestine Zirmu Galim, Asch, 1947
- Ruth Rubin, Jewish folk songs. New York, Oriole Records, 1950
- Ruth Rubin, Fred Hellerman,Yiddish Love Songs Sung By Ruth Rubin. Washington Records, 1958
- Ruth Rubin, Jewish and Israeli folk songs. Folkways Records, 1959
- Ruth Rubin (1978), Yiddish folksongs sung by Ruth Rubin. Folkways, 1978